# Sampean (Sipirok)
Sampean is een bestuurslaag in het regentschap Tapanuli Selatan van de provincie Noord-Sumatra, Indonesië. Sampean telt 892 inwoners (volkstelling 2010).